# 卡特里特 (新澤西州)
卡特里特（英語：Carteret）是位於美國新澤西州米德爾塞克斯縣的自治市鎮。

## 人口
根據2020年美國人口普查的數據，卡特里特的面積為12.77平方千米，當中陸地面積為11.37平方千米，而水域面積為1.40平方千米。當地共有人口25326人，而人口密度為每平方千米1,983人。